# Селенгинский уезд
Селенги́нский уезд (Селенги́нский о́круг) — административно-территориальная единица в составе Забайкальской области Российской империи. Административный центр — город Селенгинск.

## История
Образован в 1872 году как Селенгинский округ.
В 1901 году Селенгинский округ переименован в Селенгинский уезд.
В 1920 году территории уезда по правому берегу реки Селенги вошли в состав Прибайкальской области провозглашённой 6 апреля 1920 года Дальневосточной республики (ДВР), основная территория уезда, оставшись в РСФСР, была включена в Иркутскую губернию.
9 января 1922 года южная половина уезда была включена в Монголо-Бурятскую автономную область как Селенгинский аймак.
В 1924 году Селенгинский уезд ликвидирован, его территория вошла в Иркутский уезд.

## Современное состояние
На территории бывшего Селенгинского уезда Забайкальской области сейчас располагаются территории города Улан-Удэ, Бичурского, Джидинского, Иволгинского, Кяхтинского, Селенгинского, Закаменского районов, частично Прибайкальского и Кабанского районов Бурятии.

## Население
По данным переписи 1897 года в округе проживало 102 158 чел., в том числе:
- буряты — 59,6 %,
- русские — 37,3 %,
- эвенки — 1,6 %.

## Административное деление
В 1913 году уезд делился на 8 волостей:
Волость
1. Батуринская — с. Батуринское,
2. Иволгинская — с. Калёновское,
3. Кабанская — с. Кабанское,
4. Кударинская — с. Кудара,
5. Посольская — с. Твороговское,
6. Тарейская — с. Тарейское,
7. Троицкая — с. Троицкое,
8. Турунтаевская — с. Турунтаевское.

## В 1914 году в составе уезда упоминаются
Станицы:
1. Аракиретское - правление в станице Аракиретская осн. 1652 при р. Кирет 10 урщ , 1 сел, 1 дер земл-скот
2. Боргойское - правление в станице Боргойская осн. 1895 при р. Боргой 9 урщ скот-земл
3. Верхнеудинское - правление в станице Верхнеудинская осн. [[]] при р. Уда 1 пос
4. Гигетуйское - правление в станице Гигетуйская осн. 1895 при р. Гыгетуй 7 урщ
5. Селенгинское - правление в станице Селенгинская осн. 1895 при р. Селенга 10 урщ, 2 сел скот-земл
6. Харьясское - правление в станице Харьясская осн. 1895 при р.Чикой левый берег 13 урщ
7. Янгажинское - правление в станице Янгажинская осн. 1895 при р.Селенга 7 урщ

Волости:
1. Кударо-Бурятская
2. Оронгойская
3. Селенгинская
4. Чикойская

Инородческие управы:
1. Армакская
2. Закаменская